# 特朗科
特朗科（法語：Trancault，法語發音：[tʁɑ̃ko]）是法国奥布省的一个市镇，属于塞纳河畔诺让区。

## 地理
特朗科（48°22'23"N, 3°32'15"E）面积26.8 平方千米，位于法国大東部大區奥布省，该省份为法国中北部省份，北起马恩省，西接塞纳-马恩省，西南至约讷省，东南至科多尔省，东临上马恩省。
与特朗科接壤的市镇（或旧市镇、城区）包括：阿旺莱马西伊、布尔德奈、沙尔穆瓦、索利尼莱塞唐、特赖内勒、圣莫里斯-欧里什奥姆、佩尔瑟内日。

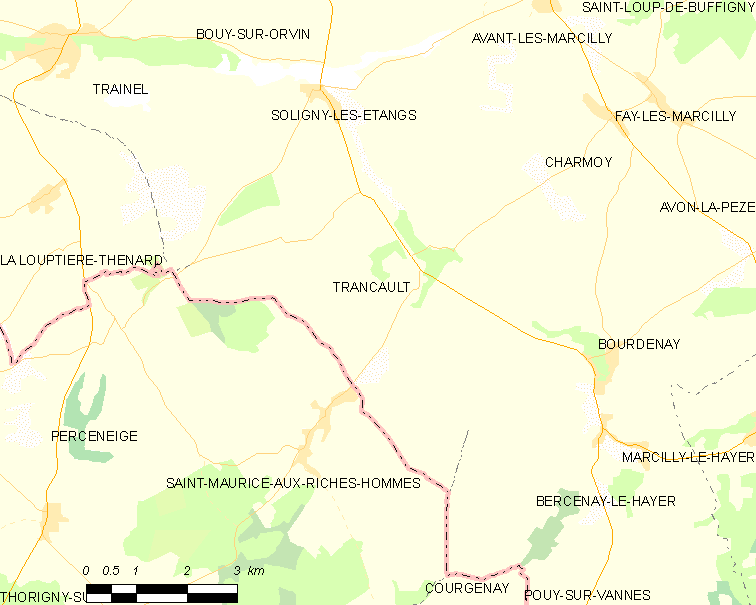
特朗科的OSM定位图

特朗科的时区为UTC+01:00、UTC+02:00（夏令时）。

## 行政
特朗科的邮政编码为10290，INSEE市镇编码为10383。

## 政治
特朗科所属的省级选区为圣利耶县。

## 人口

1962-2008年间特朗科人口变化图示

特朗科于2022年1月1日时的人口数量为181人。